# Rijksheerlijkheid Saffenberg

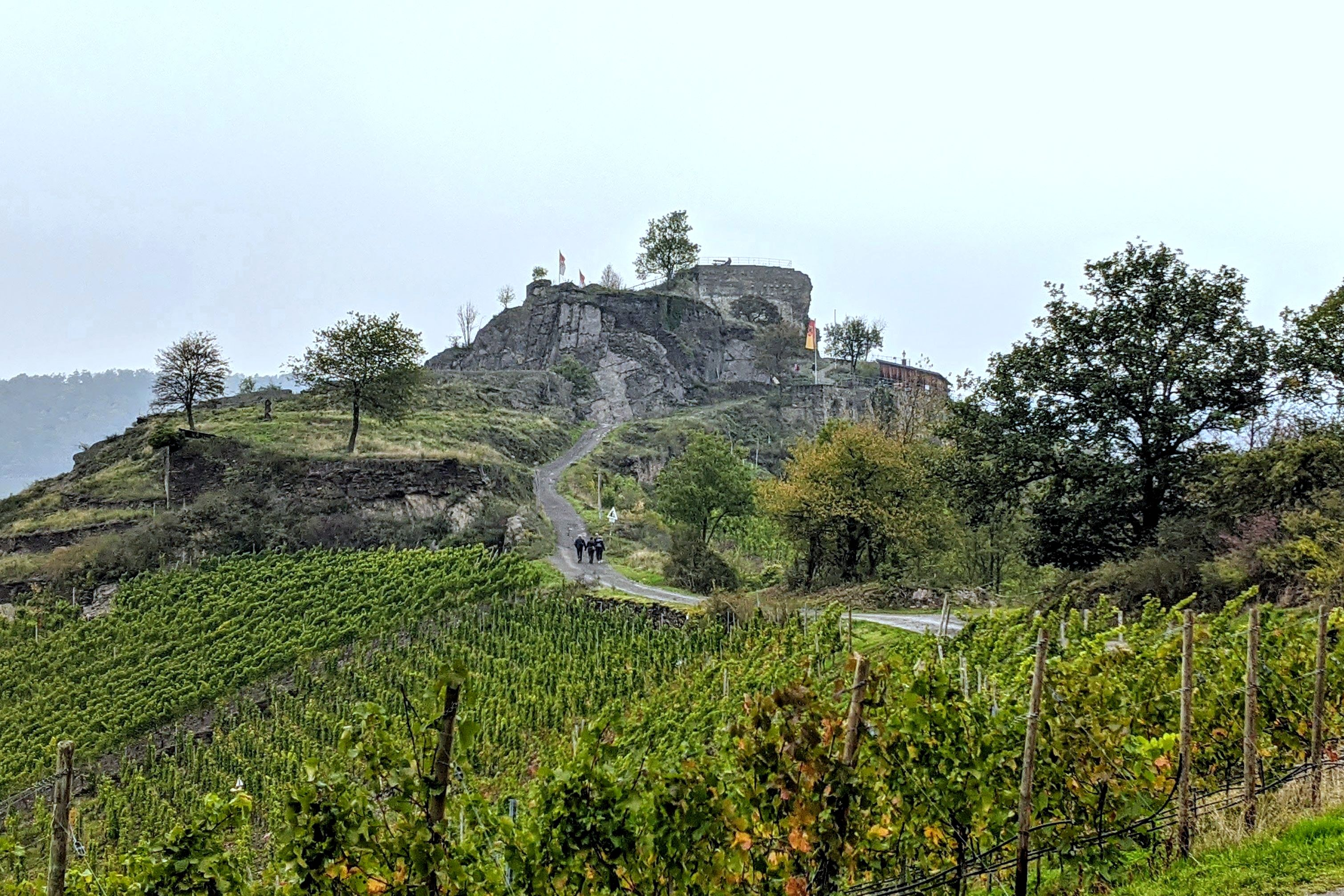
Ruïne Saffenburg in 2020

Saffenberg (Duits: Saffenburg) was een heerlijkheid binnen het Heilige Roomse Rijk, die niet bij een kreits was ingedeeld. De ruïne van de burcht Saffenburg ligt bij Mayschoss in de Landkreis Ahrweiler in Rijnland-Palts.

## Heren van Saffenberg en relatie tot Rolduc

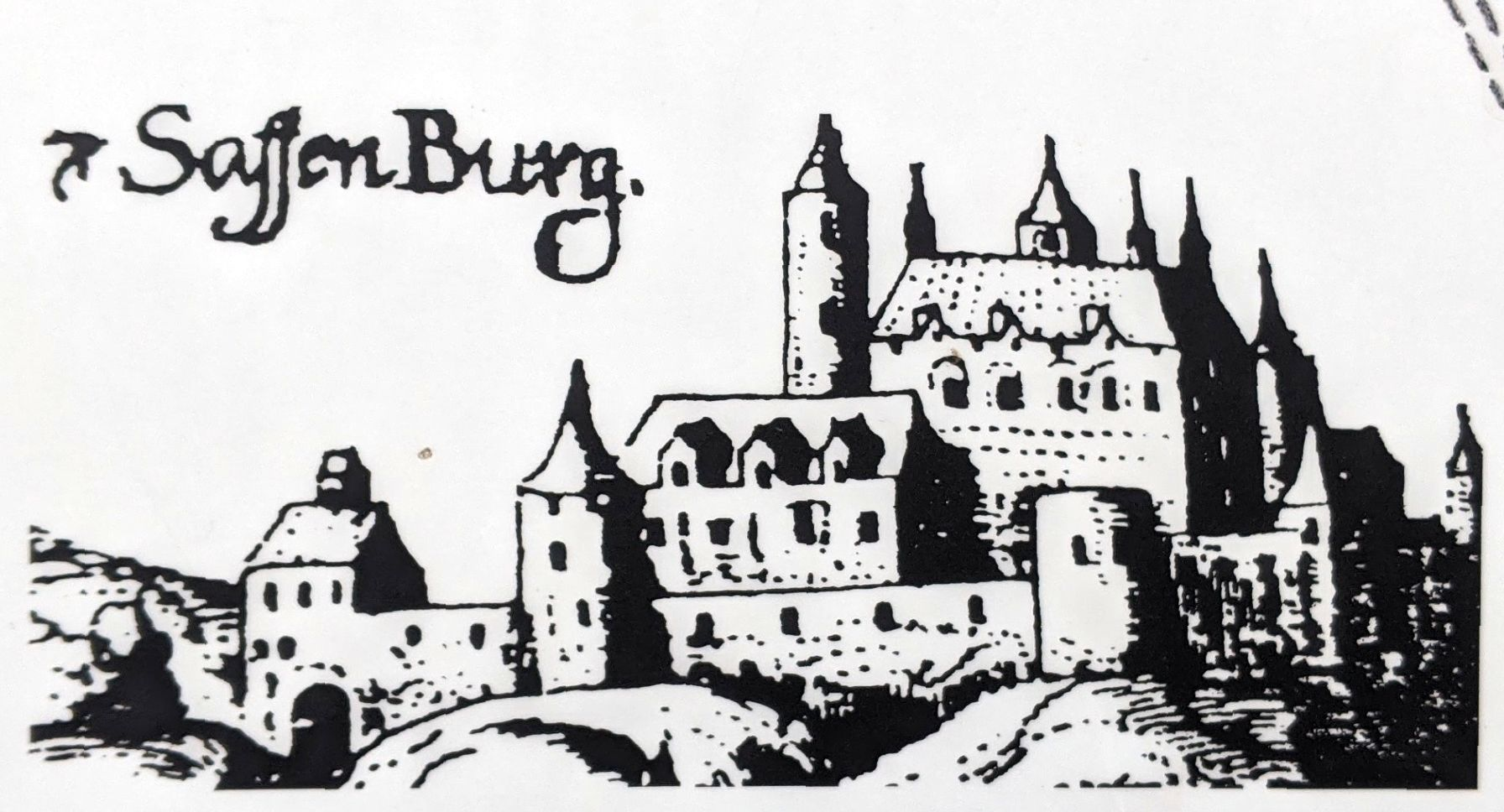
De Saffenburg in 1633

De heren van Saffenberg stammen samen met de heren van Berg af van de laatste Karolingische graven uit de Keldachgouw.
De eerste vermelding betreft Adelbertus de Saffenberch, voor het eerst vermeld in een oorkonde uit 1090, wat echter mogelijk een afschrift is van een eerdere oorkonde uit 1074. 
De burcht Saffenburg lag in het Ahrdal, het machtsgebied van de Van Saffenbergs. Blijkbaar bezat Adalbert tevens goederen in het Land van Rode (omgeving Kerkrade-Herzogenrath), want in 1106 doneerde hij land, waarop Ailbertus van Antoing de abdij Rolduc stichtte. Dit klooster van augustijner koorheren fungeerde enige tijd als familieklooster van de Van Saffenbergs. 
In 1137 werd vlak bij de burcht Saffenberg, eveneens in het Ahrdal, het Klooster Mariental gebouwd, een vrouwenabdij van augustijner koorvrouwen, gesticht vanuit Rolduc.
Adolf I van Saffenberg trouwde in 1122 met Margarete von Rötz, een nicht van de Keulse aartsbisschop Frederik I van Schwarzenburg. Door deze connectie verwierf hij de titel van graaf. Adolf en Margarete hadden drie zonen en minstens één dochter:

## De rijksheerlijkheid
De heerlijkheid Saffenberg bestond uit de burcht Saffenburg, het Klooster Mariental (een vrouwenabdij, in 1137 gesticht vanuit Rolduc) en de vier dorpen Mayschoß, Laach, Rech en Dernau. De heren van Saffenberg oefenden tot 1172 de voogdij over het aartssticht Keulen uit. Na het overlijden van graaf Adolf I van Saffenberg werd de heerlijkheid verdeeld onder zijn zoons Adelbert III, Herman en Adolf II. 
Het deel van de dochter van Adelbert III,  Alvaridis, kwam bij graaf Willem II van Gullik terecht en later bij Willem van Arenberg en daarna aan Jan van Nieuwenaar. Het deel van Herman ging via zijn dochter Agnes en vervolgens haar dochter Adelheid aan de graven van Sponheim en vanuit daar via een huwelijk aan graaf Diederik IV van Kleef. Het deel van Adolf II zou uiteindelijk in handen komen van de familie von Dyck, welke hun naam deden veranderen in Saffenberg.
In 1424 viel de heerlijkheid toe aan de graven van Virneburg en na hun uitsterven in 1545 aan de graven van Manderscheid-Schleiden. Omdat bij de indeling van Virneburg bij de Nederrijns-Westfaalse Kreits geen vermelding van Saffenberg plaatsvond, werd de heerlijkheid later als kreitsvrij beschouwd.
In 1593 werd de heerlijkheid veroverd door de graven van der Mark-Lummen waardoor het verloren ging voor het huis Schleiden. Na het uitsterven van het huis Mark-Lummen in 1773 komt het aan de hertogen van Arenberg. Vanwege Saffenberg hadden de graven van der Mark en hun opvolgers de hertogen van Arenberg een zetel in de Westfaalse gravenbank van de Rijksdag.
In 1704 werd de burcht Saffenburg gesloopt. Sinds 2004 worden de vervallen muurresten geconserveerd.
In 1794 werd de rijksheerlijkheid Saffenburg evenals de andere landen van huis Arenberg door Franse troepen bezet. Hoewel de hertog van Arenberg in de Reichsdeputationshauptschluss van 25 februari 1803 schadeloos werd gesteld voor de verliezen, wist hertogin Louise Margaretha haar bezittingen op de linker Rijnoever als particulier eigendom weer in bezit te nemen.
Het Congres van Wenen voegde in 1815 de voormalige rijksheerlijkheid bij het koninkrijk Pruisen.

## Stamreeks
- graven uit de Keldachgouw
  - Hermann van Nörvenich - Saffenberg (ca. 1030 - 1091), gehuwd met Gepa von Werl
    - Adelbert I van Saffenberg (ca. 1054 - 16 okt 1110 [5]), gehuwd met Mechtild von Wetter (ca. 1055)
      - Adelbert II van Saffenberg (ca. 1080 - 3 apr 1151), gehuwd met Regiwindis van Ruremunde (ca. 1080 - 12 mrt 1130), dochter van Hendrik I van Krieckenbeck en nn van Kessel
        - Adolf I von Saffenberg (ca. 1101 - 21 mei 1177), in 1122 gehuwd met Margarete van Schwarzenburg, dochter van Engelbert van Schwarzenburg en nicht van de Keulse aartsbisschop Frederik I van Schwarzenburg
          - Sophia van Saffenberg (ca. 1128 - 1180), gehuwd met Gosewijn III van Valkenburg
          - Adelbert III van Saffenberg (ca. 1130), gehuwd met Adelheid van Vianden (ca. 1135), dochter van Frederik I van Vianden
            - Alvardis van Saffenberg (ca. 1160 - 1237), gehuwd met Willem II van Gulik

          - Herman van Saffenberg (ca. 1132 - 1172), gehuwd met Agnes von Müllenark
            - Agnes van Saffenberg (ca. 1155 - 27 mei 1201), gehuwd met Hendrik van Sayn (ca. 1150 - 1204)
              - Adelheid van Sayn (ca. 1180 - 1263), gehuwd met Godfried III van Sponheim

          - Adolf II van Saffenberg (ca. 1134), gehuwd met Kuniza von Reifferscheid
            - Adelbert IV van Saffenberg (ca. 1160), gehuwd met ene Beatrix
              - nn van Saffenberg (ca. 1190), gehuwd met Wilhelm von Dyck (ca. 1180 - 1252), wiens zoon Koenraad en zijn verdere nageslacht de naam von Saffenberg overnam
                - Koenraad I van Saffenberg (ca. 1215 - 1299), gehuwd met ene Mechtild
                  - Koenraad II van Saffenberg (ca. 1245), gehuwd met Irmgard van Kleef (1266 - 20 apr 1319), dochter van Diederik VII van Kleef
                    - Johann I van Saffenberg (ca. 1290 - na 1336), gehuwd met (1) Sophia van Heusden (ca. 1295 - 23 apr 1336, dochter van Jan I van Heusden), daarna (2) met nn van Bronshorn (ca. 1312 - na 14 apr 1348), dochter van Jan I van Bronshorn
                      - Jutta van Saffenberg (uit 1e huwelijk, ca. 1318 - 1347), gehuwd met Hendrik I van Gymnich
                      - Koenraad III van Saffenberg (uit 1e huwelijk, ca. 1320), gehuwd met Maria van Gulik (ca. 1325 - 1353), dochter van Gerard V van Gulik
                        - Johann III van Saffenberg (1348 - 1410), gehuwd met Katharina van Nieuwenaar (1353 - 1397), dochter van Willem II van Nieuwenaar
                          - Willem van Saffenberg (ca. 1376 - 1426), gehuwd met Mathilde von Salm-Reifferscheid (ca. 1377 - 1426)
                            - Kunigunde van Saffenberg (1399 - na 1454), gehuwd met Johan II van Isenburg-Wied (ca. 1398 - 1454)
                            - Katharina van Saffenberg (1401 - na 1474), gehuwd met Philipp I von Virneburg (ca. 1397 - 10 feb 1443). Met Katharina sterft de familienaam uit.

                          - Kraft van Saffenberg (ca. 1378 - 1448), gehuwd met Elisabeth von Tomberg
                            - Gertrudis van Saffenberg (ca. 1402 - 1446), gehuwd met (1) Peter Eich von Olbruck (ca. 1380 - 29 jun 1429), daarna (2) met Johann Waldbott von Bassenheim (ca. 1385 - 1435),  daarna (3) met Guillaume II de Sombreffe (ca. 1400 - 1475)
                            - Elisabeth van Saffenberg (ca. 1404 - 1458), gehuwd met Lutter Quad von Landscron (ca. 1399 - voor 31 jan 1470)

                          - Katharina van Saffenberg (ca. 1380 - 31 aug 1430), gehuwd met Diederik I van Gymnich
                          - Ponzetta Goswina van Saffenberg (ca. 1382 - 1438), gehuwd met Eberhard I van Styrum (ca. 1360 - 1424)
                          - Gertrudis van Saffenberg (ca. 1385), gehuwd met Johann von der Neuerburg (ca. 1385 - 1433)

                      - Johann II van Saffenberg uit 2e huwelijk, (ca. 1337 - 9 mrt 1382), gehuwd met Gertrudis van Bronshorn, dochter van Gerlacus van Bronshorn, de zoon van de hierboven genoemde Jan I van Bronshorn
                        - Gertrudis van Saffenberg (ca. 1358), gehuwd met Heinrich von Sinzig zu Ahrenthal (ca. 1350 - 1420)

        - Adelbert van Scharn (ca. 1103 - 1168), gehuwd met nn van Ellenburg
          - Godfried van Ubach (ca. 1125 - na 1172 [6]), gehuwd met Alveradis van Krieckenbeck [7], dochter van Hendrik II van Krieckenbeck
            - Udonis van Ubach (ca. 1150 - na 1219), drossaard van Limburg
              - Willem Ubachs (ca. 1175 - na 1231), burggraaf te Rode [8], mogelijk de stamvader van de familie Ubachs
              - Udo van Scharn (ca. 1180 - 1259), gehuwd met Mechthildis van Wyck
                - Udo van Rode (ca. 1205 - na 1261), drossaard van Limburg

        - Aleydis van Thorn (ca. 1105 - 1172), abdis te Thorn [9]
        - Regewidis van Ubach (ca. 1107 - na 1172) [10]
        - Mathilda van Saffenberg (ca. 1110 - 2 jan 1145), gehuwd met hertog Hendrik II van Limburg [noot 1]. Beiden zijn begraven in de crypte van de abdijkerk van Rolduc
          - Hendrik III van Limburg, gehuwd met Sophie van Saarbrücken
            - Walram III van Limburg (ca. 1180 - 2 juli 1226), gehuwd met Ermesinde II van Namen

          - Margaretha van Limburg (1135 - 1172), gehuwd met Godfried III van Leuven
            - Hendrik I van Brabant, gehuwd met Mathilde van Boulogne

    - nn van Saffenberg (ca. 1056), gehuwd met Ansfridus van Tuddern (ca. 1055 - na 1109), kleinzoon van Hendrik I van Kessel, op zijn beurt kleinzoon van graaf Ansfried
      - Theodoricus van Tudderen (ca. 1078 - na 1144)
      - Ansfridus van Anstelen (ca. 1080 - 1152). Zijn nazaten, welke vermoedelijk woonden op Kasteel 's-Herenanstel, stichtten Anstenroden, het latere Amstenrade

    - Adolf van Nörvenich (ca. 1058 - na 1120)
    - Adeleida van Saffenberg (ca. 1060), gehuwd met Embrico von Mayschoss (ca. 1060 - 1123)
    - Arnold van Odenkirchen (ca. 1062 - voor 1119)
      - Uthelhildis van Odenkirchen (ca. 1085), gehuwd met Ludwig II von Arnstein
        - Agnes von Arnstein (ca. 1115 - voor 1179), gehuwd met Hendrik I van Gelre